# Albert Sing
Albert Sing (Eislingen, 7 aprile 1917 – Origlio, 31 agosto 2008) è stato un allenatore di calcio e calciatore tedesco, di ruolo centrocampista.

## Palmarès

### Giocatore

#### Competizioni nazionali
- Campionato svizzero: 1

Young Boys: 1956-1957
- Coppa Svizzera: 1

Young Boys: 1952-1953

### Allenatore

#### Competizioni nazionali
- Campionato svizzero: 3

Young Boys: 1957-1958, 1958-1959, 1959-1960
- Coppa Svizzera: 2

Young Boys: 1957-1958
San Gallo: 1968-1969